# Keith Baxter (Schlagzeuger)
Keith Baxter (* 19. Februar 1971 in Lancaster; † 4. Januar 2008 ebenda) war ein britischer Rockmusiker.

## Leben
Baxter gehörte 1990 zu den Gründungsmitgliedern der Folk-Metal-Band Skyclad. Bis 1995 war er der Schlagzeuger der Band, ehe er mit Pete Vuckovic, Chris McCormack und Ben Harding die Gruppe 3 Colours Red gründete. Mit der Band gelangen ihm im Rahmen der Britrock-Welle Ende der 1990er Jahre Charterfolge. Die beiden ersten Alben platzierten sich in den Top 20 der Charts und die Single Beautiful Day verpasste mit einem elften Platz als beste Platzierung nur knapp die Top 10.
Nachdem die Band 1999 erstmals auseinanderbrach, gründete er unter anderem mit Vuckovic die Band Elevator. 2002 ersetzte er bei einigen Konzerten kurzzeitig bei Therapy? den ausgestiegenen Schlagzeuger Graham Hopkins. Als sich 3 Colours Red 2003 wieder zusammenschlossen, saß er wieder am Schlagzeug; 2005 trennte sich die Band jedoch erneut.
Baxter starb im Januar 2008 an einer gastrointestinalen Blutung.